# Eccellenza Molise 2012-2013
Il campionato italiano di calcio di Eccellenza regionale 2012-2013 è il ventiduesimo organizzato e rappresenta il sesto livello del calcio italiano.

## Squadre partecipanti
| Club                          | Città (provincia)                 | Stadio o Campo Sportivo                       |
| ----------------------------- | --------------------------------- | --------------------------------------------- |
| Acquaviva Cerrese             | Cerro al Volturno (IS)            | Campo Comunale "Mario Di Ianni"               |
| Atletico Sessano              | Sessano del Molise (CB)           | Campo Comunale "Lello Lipoli"                 |
| Bojano                        | Bojano (CB)                       | Campo Comunale "Adriano Colalillo"            |
| Campobasso                    | Campobasso                        | Nuovo Antistadio Selva Piana                  |
| Fornelli                      | Fornelli (IS)                     | Campo Comunale                                |
| Gambatesa                     | Gambatesa (CB)                    | Campo Comunale "Giulio Venditti"              |
| Gioventù Calcio Dauna         | Castelnuovo della Daunia (FG)     | Campo Comunale di Casalnuovo Monterotaro (FG) |
| Maronea                       | Montefalcone nel Sannio (CB)      | Campo Comunale                                |
| Montenero                     | Montenero di Bisaccia (CB)        | Campo Comunale "Vincenzo De Santis"           |
| Roccaravindola                | Roccaravindola di Montaquila (IS) | Campo Comunale "Mario Castaldi"               |
| Sesto Campano                 | Sesto Campano (IS)                | Campo Comunale                                |
| Turris Santa Croce            | Santa Croce di Magliano (CB)      | Campo Comunale "Ventimila"                    |
| Vastogirardi                  | Vastogirardi (IS)                 | Campo Comunale "Filippo Di Tella"             |
| Venafro                       | Venafro (IS)                      | Campo Comunale "Marchese Del Prete"           |
| Virtus Matesina Santangiolese | Sant'Angelo d'Alife (CE)          | Campo Comunale "Gianfranco Carullo"           |
| Virtus Pozzilli               | Pozzilli (IS)                     | Campo Comunale di Capriati a Volturno (CE)    |

## Classifica finale
|  | Pos. | Squadra                       | Pt | G  | V  | N | P  | GF | GS  | DR   |
|  | ---- | ----------------------------- | -- | -- | -- | - | -- | -- | --- | ---- |
|  | 1.   | Bojano                        | 72 | 30 | 23 | 4 | 3  | 81 | 20  | +61  |
|  | 2.   | Fornelli                      | 68 | 30 | 21 | 5 | 4  | 68 | 26  | +42  |
|  | 3.   | Turris Santa Croce            | 67 | 30 | 21 | 4 | 5  | 82 | 26  | +56  |
|  | 4.   | Gioventù Calcio Dauna         | 59 | 30 | 18 | 5 | 7  | 67 | 30  | +37  |
|  | 5.   | Campobasso 1919               | 55 | 30 | 17 | 4 | 9  | 73 | 47  | +26  |
|  | 6.   | Vastogirardi                  | 54 | 30 | 16 | 6 | 8  | 54 | 35  | +19  |
|  | 7.   | Sesto Campano                 | 54 | 30 | 16 | 6 | 8  | 62 | 37  | +25  |
|  | 8.   | Venafro                       | 37 | 30 | 12 | 3 | 15 | 53 | 60  | -7   |
|  | 9.   | Montenero                     | 36 | 30 | 9  | 6 | 14 | 45 | 53  | -8   |
|  | 10.  | Roccaravindola                | 34 | 30 | 10 | 4 | 16 | 44 | 55  | -11  |
|  | 11.  | Virtus Pozzilli               | 34 | 30 | 9  | 7 | 14 | 51 | 60  | -9   |
|  | 12.  | Atletico Sessano              | 30 | 30 | 7  | 9 | 14 | 42 | 49  | -7   |
|  | 13.  | Virtus Matesina Santangiolese | 29 | 30 | 8  | 5 | 17 | 40 | 65  | -25  |
|  | 14.  | Gambatesa                     | 29 | 30 | 8  | 5 | 17 | 47 | 68  | -21  |
|  | 15.  | Maronea                       | 20 | 30 | 5  | 5 | 20 | 50 | 94  | -44  |
|  | 16.  | Acquaviva Cerrese             | 0  | 30 | 0  | 0 | 30 | 16 | 150 | -134 |

Legenda:

      Promossa in Serie D 2013-2014

      Ammessa ai play-off nazionali.

      Retrocesse in Promozione 2013-2014 dopo i play-out.

      Retrocesse in Promozione 2013-2014 direttamente.

Note:
Tre punti a vittoria, uno a pareggio, zero a sconfitta.

## Risultati

### Tabellone
|                               | ACQ  | ATL | BOJ | CAM | FOR | G.C | GAM | MAR | MON | ROC | SES | TUR | VAS | VEN | VIR | VIR |
| Acquaviva                     |      | 1-8 | 1-4 | 1-2 | 0-2 | 0-2 | 1-2 | 0-2 | 1-2 | 0-2 | 1-2 | 0-4 | 0-8 | 0-8 | 1-4 | 0-3 |
| Atletico Sessano              | 3-2  |     | 0-0 | 1-1 | 1-6 | 0-1 | 3-0 | 3-2 | 0-0 | 5-2 | 0-1 | 0-2 | 0-2 | 0-2 | 3-0 | 0-0 |
| Bojano                        | 9-1  | 3-2 |     | 1-0 | 3-0 | 1-1 | 4-1 | 7-0 | 1-0 | 4-0 | 1-1 | 0-0 | 0-1 | 3-0 | 4-0 | 1-0 |
| Campobasso                    | 5-0  | 4-2 | 1-4 |     | 0-1 | 1-1 | 4-1 | 6-2 | 3-1 | 2-1 | 0-3 | 1-5 | 5-0 | 4-2 | 3-0 | 4-1 |
| Fornelli                      | 7-0  | 2-2 | 1-2 | 1-1 |     | 3-0 | 2-1 | 4-2 | 3-1 | 3-0 | 2-1 | 0-1 | 2-1 | 2-0 | 2-1 | 3-0 |
| G.C.Dauna                     | 6-0  | 0-0 | 0-1 | 2-1 | 1-0 |     | 3-1 | 3-2 | 4-0 | 1-2 | 4-0 | 3-2 | 1-0 | 5-2 | 8-1 | 3-0 |
| Gambatesa                     | 6-0  | 1-1 | 1-5 | 0-4 | 0-2 | 1-4 |     | 1-4 | 4-2 | 5-0 | 1-1 | 2-1 | 2-2 | 3-0 | 1-2 | 6-2 |
| Maronea                       | 5-3  | 3-0 | 0-2 | 2-4 | 1-4 | 0-5 | 1-3 |     | 3-4 | 1-5 | 1-2 | 1-4 | 2-2 | 2-0 | 1-2 | 3-3 |
| Montenero                     | 6-0  | 2-1 | 2-3 | 3-2 | 1-1 | 0-1 | 3-0 | 3-3 |     | 2-1 | 0-1 | 0-4 | 1-1 | 1-1 | 2-1 | 3-0 |
| Roccaravindola                | 4-0  | 0-1 | 0-1 | 2-3 | 1-4 | 1-1 | 2-1 | 1-1 | 1-2 |     | 1-0 | 2-3 | 0-1 | 3-1 | 2-2 | 0-2 |
| Sesto Campano                 | 8-0  | 1-1 | 0-2 | 4-3 | 1-2 | 2-0 | 3-1 | 6-0 | 1-0 | 0-3 |     | 3-0 | 0-1 | 1-1 | 5-1 | 4-2 |
| Turris Santa Croce            | 10-1 | 2-1 | 2-1 | 3-1 | 2-2 | 2-0 | 4-0 | 4-0 | 4-0 | 1-1 | 1-1 |     | 0-1 | 6-1 | 2-0 | 2-0 |
| Vastogirardi                  | 7-1  | 2-1 | 1-3 | 1-1 | 0-2 | 2-2 | 0-0 | 4-0 | 2-1 | 4-1 | 4-3 | 0-3 |     | 2-1 | 2-1 | 1-0 |
| Venafro                       | 3-0  | 3-1 | 1-6 | 1-2 | 0-2 | 1-3 | 2-0 | 6-3 | 3-1 | 3-1 | 0-1 | 3-1 | 1-0 |     | 2-1 | 0-3 |
| Virtus Matesina Santangiolese | 4-1  | 1-1 | 0-4 | 0-1 | 1-2 | 3-2 | 2-2 | 2-0 | 3-2 | 1-2 | 2-2 | 0-1 | 1-0 | 1-3 |     | 0-0 |
| Virtus Pozzilli               | 11-0 | 3-1 | 3-2 | 1-3 | 1-1 | 1-0 | 4-0 | 2-2 | 0-0 | 0-3 | 2-4 | 1-6 | 0-2 | 2-2 | 4-3 |     |

## Spareggi

### Play-off

#### Semifinali
La semifinale play-off fra la 2ª e la 5ª classificata non si disputa poiché fra le due squadre c'è un distacco minimo di 10 punti, di conseguenza il Fornelli è direttamente in finale.
| Squadra 1          | Risultato       | Squadra 2             |
| ------------------ | --------------- | --------------------- |
| 12 maggio 2013     |                 |                       |
| Turris Santa Croce | 2 - 2 (3-4 dcr) | Gioventù Calcio Dauna |

#### Finale
| Squadra 1      | Risultato | Squadra 2             |
| -------------- | --------- | --------------------- |
| 18 maggio 2013 |           |                       |
| Fornelli       | 3 - 2     | Gioventù Calcio Dauna |

### Play-out
I play-out fra la 12ª e la 15ª classificata non si disputa poiché fra le due squadre c'è un distacco minimo di 10 punti, di conseguenza il Maronea è direttamente retrocesso in Promozione.
| Squadra 1                                       | Totale | Squadra 2                     | Andata | Ritorno |
| ----------------------------------------------- | ------ | ----------------------------- | ------ | ------- |
| andata: 12 maggio 2013, ritorno: 19 maggio 2013 |        |                               |        |         |
| Gambatesa                                       | 4 - 3  | Virtus Matesina Santangiolese | 2 - 0  | 2 - 3   |

## Verdetti finali
- Bojano promosso in Serie D 2013-2014.
- Acquaviva Cerrese e, dopo i play-out Maronea e Virtus M. Santangiolese retrocessi in Promozione Molise 2013-2014.
- Virtus M. Santangiolese riparte dalla Prima Categoria cambiando nome in A.C.D. G.Carullo 2004